# Alt Marne
L'Alt Marne (52) (en francès Haute-Marne) és un departament francès situat a la regió del Gran Est.